# Richard II (archevêque de Bourges)
Richard II est un prélat français, archevêque de Bourges de 1071 à 1093.

## Biographie
Alors que ses prédécesseurs depuis le milieu du Xe siècle, comme Aymon de Bourbon, étaient des aristocrates liés à la noblesse locale ou même à la famille royale, Richard II (et après lui plusieurs de ses successeurs) était d'origine plus modeste et appartenait au clergé régulier.
Il se signale par l'application de la réforme grégorienne et particulièrement des décrets de Grégoire VII condamnant la pratique de l'investiture laïque.
Le 9 octobre 1076, il fait exhumer le corps de Patrocle de Bourges (mort en 576) alors dans l'église de Colombier et en autorise le culte.